# ゲージ粒子
ゲージ粒子（ゲージりゅうし、英: gauge boson）とは、素粒子物理学において、ゲージ相互作用を媒介するボース粒子の総称である。特にその相互作用がゲージ理論で記述されている素粒子間において、（仮想粒子として）ゲージ粒子の交換により力が生じる。
標準模型においては、電磁相互作用を媒介する光子、弱い相互作用を伝えるウィークボソン、強い相互作用を伝えるグルーオンの3種類がある。
また重力相互作用もゲージ理論で記述されていると考えられており、これを伝える重力子がある。

## 概要
相互作用を媒介する粒子は、アインシュタインによる古典電磁気学の仮説（光量子仮説）として現れた。ここでは、電磁場を光子が生み、場が粒子に力を与える。
湯川秀樹は電磁相互作用と同様に他の相互作用もボース粒子が媒介しているとした。
湯川の示したように力の及ぶ範囲は粒子の質量による。しかし、ゲージ対称性からゲージ場は質量項を持つことができない。この問題は、ピーター・ヒッグスが南部陽一郎の自発的対称性の破れの考えを元にしたヒッグス機構によって、粒子が質量を獲得するメカニズムを解明し、力の場の記述としてのゲージ理論の基礎が確立した。

## 標準模型におけるゲージ粒子
標準模型においては3種類のゲージ粒子がある。
1. 光子
2. Wボゾン、Zボゾン
3. グルーオン

それぞれ、標準模型における3つの力に対応する。光子は電磁相互作用のゲージ粒子、W 及び Z 粒子は弱い相互作用を媒介し、グルーオンは強い相互作用を媒介する。QCDの閉じ込めにより、低エネルギーにおいてはグルーオン単体は現れず、グルーボールとして観測される。

### ゲージ粒子の多様性
場の量子論においてはゲージ粒子はゲージ場の量子量である。したがって、ゲージ粒子と同数のゲージ場の生成子がある。ゲージ群がU(1)である量子電磁力学においては1つのゲージ粒子、ゲージ群がSU(3)である量子色力学においては8つのグルーオンに対応する8つの生成子をもつ。3つの Wボゾン、Zボゾンはワインバーグ＝サラム理論におけるSU(2)の3つの生成子に対応する。

### 質量のあるゲージ粒子
ゲージ不変性を考慮するとゲージ粒子は質量のない場として記述される。こうして単純にはゲージ粒子は質量が無いことが要請され、それらの記述する力は長距離力であるはずである。
これは、弱い相互作用が短距離力であるという実験事実と矛盾し、以下のさらなる洞察が必要である。
標準模型によると W,Z粒子はヒッグス機構を通して質量を得る。ヒッグス機構においては（SU(2)×U(1) 対称性における）4つのゲージ粒子はヒッグス場と結合している。
ヒッグス場はその相互作用ポテンシャルの形に起因した自発的対称性の破れをおこしてゼロでない真空期待値をとる。このゼロでない真空期待値が、ヒッグス場との結合項を通して W,Z粒子に質量を与える（ここで、残りのゲージ粒子：光子は質量ゼロのままである）。

## 標準模型を超えて

### 統一理論
統一場理論においては X,Yボゾンとよばれるゲージ粒子が加わる。それらはクォークとレプトンの相互作用、バリオン数保存則の破れ、陽子崩壊を引き起こす。
これらの粒子は、対称性の破れに起因して、極めて重い質量（W,Z粒子よりも）を持つと考えられているが、その存在の証拠はまだ見つかっていない（例えば陽子崩壊を観測しているスーパーカミオカンデなど）。

### 重力子
4番目の力、重力もまた重力子と呼ばれるボゾン粒子により媒介される可能性がある。重力場とフェルミオンの結合定数は質量次元を持っており、くり込みによる紫外発散を回避することが出来ない。また他の相互作用に比べ重力は非常に弱く、実験的にも量子論的領域での重力の精密観測が困難であるため、量子論的領域での重力による挙動を実験的側面から検証することも今のところ不可能である。理論上は弦理論が重力の量子化に成功しているが、弦理論は幾何学的な側面が大きく、数値的な検証となると予言能力に乏しく、検証可能性すら未知数であると言わざるを得ない。
一般相対論においてはゲージ不変性のかわりに一般座標変換不変性がその役目を果たす。

### W', Z' ボゾン
W',Z'は仮説上の新しいゲージ粒子（名前は標準理論のW,Z粒子からの類推）。特に高次元模型、テクニカラー模型、Higgsless模型などで現れる。標準模型と同様のゲージ相互作用を引き起こす場合は、電弱対称性を破る散乱、崩壊過程における標準模型の予言を大きく壊す場合があり、観測との整合性が取れなくなる。このため模型の構築には大きな制限が加わる。